# ホーギー・カーマイケル
ホーギー・カーマイケル（Hoagy Carmichael、1899年11月22日 – 1981年12月27日）は、アメリカ合衆国の作曲家、歌手、ピアニスト、バンドリーダー。本名はホーグランド・ハワード・カーマイケル（Hoagland Howard Carmichael）。

## 略歴
インディアナ州ブルーミントンに、電気技師の父とピアニストの母の子として生まれる。6歳のときよりピアノと歌を始める。中学・高校とあまり裕福でない生活を送り、オートバイのチェーン工場や食肉工場で働くこともあった。
18歳のときピアノで稼ぎ始め、インディアナのジャズの大御所のレッグ・デュヴァル（Reg DuValle）と頻繁に共演し、デュヴァルよりジャズ・ピアノの即興演奏を学ぶ。インディアナ大学に入学して、ピアノで学費を稼ぎながら1925年に卒業し、1926年にインディアナ大学ブルーミントン校ロー・スクールを卒業し学位をとることとなる。学生生活のかたわら、ビックス・バイダーベックのバンドで演奏し、コルネットにも挑戦するが失敗する。ビックスの即興演奏およびクラシック音楽の感覚を学ぶ。ビックスの紹介で、ルイ・アームストロングに会う。このころより、作曲を始めている。
1924年に「リバーボード・シャッフル」（Riverboat Shuffle）を作曲し、レコード録音がされる。1926年、フロリダ州の法律事務所で働き出すがフロリダの司法試験に失敗。1927年、インディアナ州に戻りに弁護士資格を得るが弁護士として活動より音楽活動に情熱を注ぐ。
1927年、ジャズのスタンダード・ナンバーで知られる「スターダスト」を作曲する。インディアナ州リッチモンドの Gennett 社より、作曲者カーマイケルのピアノ演奏でレコード録音されたものがヒットする。この曲には、ミッチェル・パリッシュによって歌詞がつけられる。この曲は全世界中に知られ、日本でも広く聴かれており、笈田敏夫が第11回NHK紅白歌合戦（1960年度）で歌唱し、ザ・ピーナッツが音楽バラエティ番組『シャボン玉ホリデー』（日本テレビ放送網）のエンディングで歌唱するなど多くの歌手にカヴァーされている。
1930年、「我が心のジョージア」を作曲するが、この曲もヒットして、レイ・チャールズのカヴァーで後々まで世界中の聴衆に知られるようになる。
1931年に、米国作曲家作詞家出版者協会に加盟する。多くの曲を作曲し、また演奏もして人気を集め、スウィング・ジャズの全盛期に一世を風靡する。
1937年から、ピアニスト役その他で映画に出演している。1942年に「スカイラーク」（Skylark）を作曲する。
1952年に、映画『花嫁来たる』の曲「冷たき宵に」（In the Cool, Cool, Cool of the Evening）で、アカデミー歌曲賞を受賞する。
1953年に、アメリカのテレビ番組『サタデー・ナイト・レヴュー』（Saturday Night Review）の司会者に抜擢されたが、しばらくして辞めている。
1959年から1963年にかけてアメリカのテレビ局NBCで放映され、日本でもNETで放映された『ララミー牧場』にも出演した。
1960年にレイ・チャールズがふたたびヒットさせた「我が心のジョージア」が注目されるものの、作曲者のカーマイケルはレコード業界と折り合いが悪くなっていた。作曲活動は続けられていたが、1962年公開の映画『ハタリ』で、自分であるはずの音楽担当責任者をヘンリー・マンシーニに代えられるということもあった。
1971年に、ソングライターズ・ホール・オブ・フェイム（Songwriters Hall of Fame）に殿堂入りを果たす。
1981年12月27日、カリフォルニア州で、心不全で死亡する。82歳であった。

## 代表曲
- 「スターダスト」 - "Stardust"
- 「我が心のジョージア」 - "Georgia on My Mind"
- 「ハート・アンド・ソウル」 - "Heart and Soul"
- 「ロッキン・チェア」 - "Rockin' Chair"
- 「あなたのそばに（ザ・ニアネス・オブ・ユー）」 - "The Nearness of You"
- 「スカイラーク」 - "Skylark"
- 「冷たき宵に」 - "In the Cool, Cool, Cool of the Evening"